# Rochdale Association Football Club
O Rochdale Association Football Club é um clube de futebol da Inglaterra. Atualmente disputa a League One (terceira divisão) do Campeonato Inglês.